# Stragania ivanpah
Stragania ivanpah är en insektsart som beskrevs av Bliven 1957. Stragania ivanpah ingår i släktet Stragania och familjen dvärgstritar. Inga underarter finns listade i Catalogue of Life.